# Lestes spumarius
Lestes spumarius – gatunek ważki z rodziny pałątkowatych (Lestidae). Występuje na terenie Ameryki Północnej i Karaibów.